# ماکوشکا
ماکوشکا (به لاتین: Makoszka) یک روستا در لهستان است که در گمینا دنبووا کوودا واقع شده‌است.